# 井上好三郎

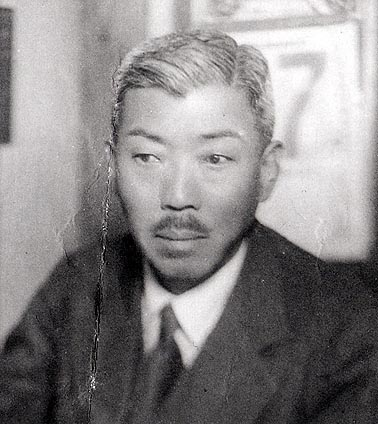
井上 好三郎

井上好三郎（いのうえ こうざぶろう、1881年（明治14年） - 1943年（昭和18年））は日本の商人、実業家。井上好三郎商店（現：井上鋲螺工業株式会社）創業者。滋賀県甲賀市水口町出身。

## 略歴
- 1881年（明治14年） - 滋賀県甲賀郡水口に守田藤吉の次男、守田好三郎として生まれる[1]。
- 1896年（明治29年）頃 - 大阪の金物商、林音吉商店に入店する[1]。後に井上家の養子となり、井上姓を名乗る[2]。
- 1905年（明治38年） - 大阪市西区立売堀（いたちぼり）で商号を「井上好三郎商店（井上鋲螺工業株式会社の前身）」として創業[1][2]。林音吉商店の取り扱う商品の内、螺旋鋲がもっとも儲からないため、「一番儲らぬ商売なら競争相手も少かろう」との判断で螺旋釘・鋲類を販売した[3][1]。この地域の機械工具商の草分けであった[3]。
- 1927年（昭和2年） - 学資金の寄付など社会事業に努める。紺綬褒章を受章する[1]。
- 1928年（昭和3年） - ヴォーリズ建築事務所の設計による、水口町立水口図書館（旧水口図書館）の建設費として金1万1千円を寄付[1][4]。同年秋に竣工する[4]。
- 1932年（昭和7年）- 株式会社尼崎製鋼所（戦後、神戸製鋼所の前身となる）の主要設立メンバーとして、出資金20万円の半分以上を出資。設立筆頭株主及び取締役となった[2]。
- 1937年（昭和12年） - 株式会社尼崎製鉄所の4人の設立メンバーの一人。1/4を出資（他は久保田鉄鋼等）。
- 1938年（昭和13年） - 大阪鋲螺卸商業組合の初代会長となる[5]。
- 1943年（昭和18年） - 病没する[2]。